# Potentilla tolmatchevii
Potentilla tolmatchevii är en rosväxtart som beskrevs av B.A. Jurtzev, J. Soják. Potentilla tolmatchevii ingår i Fingerörtssläktet som ingår i familjen rosväxter. Utöver nominatformen finns också underarten P. t. zubkovii.